# Liga ACB 2006-07
La temporada 2006-07 de la Liga ACB fue la 24ª edición de la competición, y tuvo lugar entre el 30 de septiembre de 2006 y el 24 de junio de 2007, momento en el que se jugó el último partido de la final que enfrentó al Real Madrid con el Winterthur FCB.

## Liga regular

### Clasificación final
| Pos | Equipo                   | J  | G  | P  | PF   | PC   |
| --- | ------------------------ | -- | -- | -- | ---- | ---- |
| 1   | TAU Cerámica             | 34 | 26 | 8  | 2858 | 2547 |
| 2   | Real Madrid CF           | 34 | 25 | 9  | 2836 | 2532 |
| 3   | DKV Joventut Badalona    | 34 | 23 | 11 | 2736 | 2575 |
| 4   | Winterthur FC Barcelona  | 34 | 23 | 11 | 2656 | 2434 |
| 5   | Akasvayu Girona          | 34 | 21 | 13 | 2739 | 2638 |
| 6   | Gran Canaria Grupo Dunas | 34 | 21 | 13 | 2648 | 2591 |
| 7   | Pamesa Valencia          | 34 | 19 | 15 | 2573 | 2553 |
| 8   | Unicaja Málaga           | 34 | 17 | 17 | 2578 | 2438 |
| 9   | MMT Estudiantes          | 34 | 16 | 18 | 2635 | 2744 |
| 10  | Lagun Aro Bilbao         | 34 | 15 | 19 | 2516 | 2610 |
| 11  | CB Granada               | 34 | 15 | 19 | 2648 | 2726 |
| 12  | Alta Gestión Fuenlabrada | 34 | 14 | 20 | 2508 | 2583 |
| 13  | Caja San Fernando        | 34 | 14 | 20 | 2629 | 2804 |
| 14  | Polaris World Murcia     | 34 | 13 | 21 | 2506 | 2620 |
| 15  | ViveMenorca              | 34 | 12 | 22 | 2542 | 2705 |
| 16  | Grupo Capitol Valladolid | 34 | 12 | 22 | 2555 | 2678 |
| 17  | Etosa Alicante           | 34 | 12 | 22 | 2469 | 2678 |
| 18  | Bruesa Gipuzkoa          | 34 | 8  | 26 | 2477 | 2653 |

|  | Campeón, Euroliga              |
|  | Clasificados para la Euroliga  |
|  | Clasificados para la Copa ULEB |
|  | Descienden a Liga LEB          |

J = Partidos Jugados; G = Partidos Ganados; P = Partidos perdidos; PF = Puntos a favor; PC = Puntos en contra

## Play Off por el título
|  | Cuartos de final           | Cuartos de final |                           |                  | Semifinales | Semifinales |  |                  | Final | Final |  |
|  |                            |                  |                           |                  |             |             |  |                  |       |       |  |
|  |                            |                  |                           |                  |             |             |  |                  |       |       |  |
|  | 1 TAU Cerámica             | 3                |                           |                  |             |             |  |                  |       |       |  |
|  | 1 TAU Cerámica             | 3                |                           |                  |             |             |  |                  |       |       |  |
|  | 8 Unicaja Málaga           | 0                |                           |                  |             |             |  |                  |       |       |  |
|  | 8 Unicaja Málaga           | 0                |                           | 1 TAU Cerámica   | 2           |             |  |                  |       |       |  |
|  |                            |                  |                           | 1 TAU Cerámica   | 2           |             |  |                  |       |       |  |
|  |                            |                  | 4 Winterthur FC Barcelona | 3                |             |             |  |                  |       |       |  |
|  | 4 Winterthur FC Barcelona  | 3                | 4 Winterthur FC Barcelona | 3                |             |             |  |                  |       |       |  |
|  | 4 Winterthur FC Barcelona  | 3                |                           |                  |             |             |  |                  |       |       |  |
|  | 5 Akasvayu Girona          | 1                |                           |                  |             |             |  |                  |       |       |  |
|  | 5 Akasvayu Girona          | 1                |                           |                  |             |             |  | 2 Real Madrid CF | 3     |       |  |
|  |                            |                  |                           |                  |             |             |  | 2 Real Madrid CF | 3     |       |  |
|  |                            |                  | 4 Winterthur FC Barcelona | 1                |             |             |  |                  |       |       |  |
|  | 3 DKV Joventut Badalona    | 3                | 4 Winterthur FC Barcelona | 1                |             |             |  |                  |       |       |  |
|  | 3 DKV Joventut Badalona    | 3                |                           |                  |             |             |  |                  |       |       |  |
|  | 6 Gran Canaria Grupo Dunas | 2                |                           |                  |             |             |  |                  |       |       |  |
|  | 6 Gran Canaria Grupo Dunas | 2                |                           | 2 Real Madrid CF | 3           |             |  |                  |       |       |  |
|  |                            |                  |                           | 2 Real Madrid CF | 3           |             |  |                  |       |       |  |
|  |                            |                  | 3 DKV Joventut Badalona   | 2                |             |             |  |                  |       |       |  |
|  | 2 Real Madrid CF           | 3                | 3 DKV Joventut Badalona   | 2                |             |             |  |                  |       |       |  |
|  | 2 Real Madrid CF           | 3                |                           |                  |             |             |  |                  |       |       |  |
|  | 7 Pamesa Valencia          | 1                |                           |                  |             |             |  |                  |       |       |  |
|  | 7 Pamesa Valencia          | 1                |                           |                  |             |             |  |                  |       |       |  |
|  |                            |                  |                           |                  |             |             |  |                  |       |       |  |

| Campeón de la Liga ACB 2006-07  |
| ------------------------------- |
| Real Madrid CF Trigésimo título |

## Nominaciones

### Quinteto ideal de la temporada
| Posición  | Jugador             | Equipo                  |
| --------- | ------------------- | ----------------------- |
| Base      | Pablo Prigioni      | TAU Cerámica            |
| Escolta   | Juan Carlos Navarro | Winterthur FC Barcelona |
| Alero     | Rudy Fernández      | DKV Joventut Badalona   |
| Ala-pívot | Felipe Reyes        | Real Madrid CF          |
| Pívot     | Luis Scola          | TAU Cerámica            |

|  | MVP de la temporada |

### MVPde la final
| Posición  | Jugador      | Equipo         |
| --------- | ------------ | -------------- |
| Ala-pívot | Felipe Reyes | Real Madrid CF |

### Jugador revelación de la temporada
| Posición | Jugador     | Equipo                |
| -------- | ----------- | --------------------- |
| Base     | Ricky Rubio | DKV Joventut Badalona |

### Jugador de la jornada
| Jornada | Jugador             | Equipo                   | Valoración |
| ------- | ------------------- | ------------------------ | ---------- |
| 1       | Dejan Milojević     | Pamesa Valencia          | 34         |
| 2       | Óscar Yebra         | Grupo Capitol Valladolid | 32         |
| 3       | Rubén Garcés        | Pamesa Valencia          | 36         |
| 4       | Dejan Milojević     | Pamesa Valencia          | 33         |
| 5       | Curtis Borchardt    | CB Granada               | 34         |
| 6       | Louis Bullock       | Real Madrid CF           | 35         |
| 7       | Will McDonald       | MMT Estudiantes          | 32         |
| 8       | Hollis Price        | Caja San Fernando        | 35         |
| 9       | Luis Scola          | TAU Cerámica             | 30         |
| 10      | Curtis Borchardt    | CB Granada               | 40         |
| 11      | Luis Scola          | TAU Cerámica             | 43         |
| 12      | Louis Bullock       | Real Madrid CF           | 40         |
| 13      | Juan Carlos Navarro | Winterthur FC Barcelona  | 36         |
| 14      | Bud Eley            | Grupo Capitol Valladolid | 31         |
| 15      | Curtis Borchardt    | CB Granada               | 34         |
| 16      | Curtis Borchardt    | CB Granada               | 37         |
| 17      | Demetrius Alexander | Caja San Fernando        | 34         |
| 18      | Luis Scola          | TAU Cerámica             | 38         |
| 19      | Quincy Lewis        | Etosa Alicante           | 35         |
| 20      | Marcus Fizer        | Polaris World Murcia     | 32         |
| 21      | Luis Scola          | TAU Cerámica             | 35         |
| 22      | Kevin Thompson      | Polaris World Murcia     | 32         |
| 23      | Marcus Fizer        | Polaris World Murcia     | 33         |
| 24      | Demetrius Alexander | Caja San Fernando        | 33         |
| 25      | Charles Gaines      | DKV Joventut Badalona    | 32         |
| 26      | Marc Gasol          | Akasvayu Girona          | 36         |
| 27      | Francesc Solana     | Alta Gestión Fuenlabrada | 38         |
| 28      | Rudy Fernández      | DKV Joventut Badalona    | 41         |
| 29      | Chris Moss          | ViveMenorca              | 34         |
| 30      | Chris Moss          | ViveMenorca              | 34         |
| 31      | Curtis Borchardt    | CB Granada               | 31         |
| 32      | Luis Scola          | TAU Cerámica             | 37         |
| 33      | Chris Moss          | ViveMenorca              | 33         |
| 34      | Mario Stojić        | ViveMenorca              | 39         |

### Jugador del mes
| Mes       | Jornadas | Jugador          | Equipo                | Valoración |
| --------- | -------- | ---------------- | --------------------- | ---------- |
| Octubre   | 1-6      | Dejan Milojević  | Pamesa Valencia       | 22,7       |
| Noviembre | 7-10     | Curtis Borchardt | CB Granada            | 25,8       |
| Diciembre | 11-15    | Curtis Borchardt | CB Granada            | 28         |
| Enero     | 16-19    | Curtis Borchardt | CB Granada            | 28,5       |
| Febrero   | 20-22    | Luis Scola       | TAU Cerámica          | 26,7       |
| Marzo     | 23-27    | Charles Gaines   | DKV Joventut Badalona | 22,4       |
| Abril     | 28-32    | Rudy Fernández   | DKV Joventut Badalona | 26,6       |
| Mayo      | 33-34    | Chris Moss       | ViveMenorca           | 28         |

## Estadísticas

### Estadísticas individuales de liga regular
| Categoría                  | Jugador             | Equipo                  | Media  | Partidos | Total   |
| -------------------------- | ------------------- | ----------------------- | ------ | -------- | ------- |
| Valoración                 | Curtis Borchardt    | CB Granada              | 23,8   | 26       | 619     |
| Puntos por partido         | Juan Carlos Navarro | Winterthur FC Barcelona | 17,3   | 33       | 572     |
| Rebotes por partido        | Curtis Borchardt    | CB Granada              | 10,54  | 26       | 274     |
| Asistencias por partido    | Pepe Sánchez        | Unicaja Málaga          | 4,55   | 31       | 141     |
| Tapones por partido        | Fran Vázquez        | Winterthur FC Barcelona | 2      | 33       | 66      |
| Recuperaciones por partido | Ricky Rubio         | DKV Joventut Badalona   | 2,30   | 33       | 76      |
| Porcentaje de tiros libres | Louis Bullock       | Real Madrid CF          | 91,97% | 34       | 126/137 |
| Porcentaje de tiros de 2   | Michalis Kakiouzis  | Winterthur FC Barcelona | 66,42% | 32       | 91/137  |
| Porcentaje de Tiros de 3   | Chris Hernández     | CB Granada              | 51,14% | 33       | 45/88   |
| Pérdidas                   | Demetrius Alexander | Caja San Fernando       | 3,19   | 27       | 86      |

## Datos de los clubes

### Equipos por comunidades autónomas
| Comunidad autónoma   | N.º | Equipos                                                          |
| -------------------- | --- | ---------------------------------------------------------------- |
| Andalucía            | 3   | Caja San Fernando, CB Granada y Unicaja Málaga                   |
| Cataluña             | 3   | Akasvayu Girona, DKV Joventut Badalona y Winterthur FC Barcelona |
| Comunidad de Madrid  | 3   | Alta Gestión Fuenlabrada, MMT Estudiantes y Real Madrid CF       |
| País Vasco           | 3   | Bruesa Gipuzkoa, Lagun Aro Bilbao y TAU Cerámica                 |
| Comunidad Valenciana | 2   | Etosa Alicante y Pamesa Valencia                                 |
| Castilla y León      | 1   | Grupo Capitol Valladolid                                         |
| Islas Baleares       | 1   | ViveMenorca                                                      |
| Islas Canarias       | 1   | Gran Canaria Grupo Dunas                                         |
| Región de Murcia     | 1   | Polaris World Murcia                                             |